# Bordertown (película)
Bordertown (La ciudad del silencio, Verdades que matan en México y Perú, Ciudad del silencio en España, Bordertown, ciudad al límite en Argentina, y Ciudad al límite en Venezuela) es una película estadounidense dirigida por Gregory Nava y presentada el 18 de mayo de 2006 en el Festival de Cannes.

## Argumento
Lauren Adrian (Jennifer Lopez) es una periodista de Chicago que se traslada a Ciudad Juárez enviada por su diario para realizar un reportaje sobre la serie de asesinatos de mujeres que se producen en esa localidad mexicana. Allí contará con la ayuda de Alfonso Díaz (Antonio Banderas), un colega de profesión y antiguo conocido que dirige un diario local.
El filme se basa en unos acontecimientos reales: las desapariciones y muerte de centenares y centenares de mujeres en la localidad mexicana de Ciudad Juárez, fronteriza con los Estados Unidos.
En Ciudad del silencio, Jennifer Lopez interpreta a una periodista que, en un principio, va en busca de una historia impactante para su medio de comunicación, pero a medida que ahonda en la historia se da cuenta de la importancia de la misma. Finalmente, acabará por suceder a Díaz al frente del diario.
La película es bastante controvertida ya que arremete fundamentalmente contra el Tratado de libre comercio entre México y Estados Unidos, al que se culpa de permitir la situación precaria de las trabajadoras, jóvenes de familias pobres que ganan unos 5 dólares al día.
El cantante Juanes aparece interpretando La camisa negra.
Aunque la trama se desarrolla en Ciudad Juárez, la mayor parte de la película fue filmada en la fronteriza Nogales (Sonora).
La película no fue distribuida en los cinematógrafos estadounidenses, es decir, que allí no llegó a la pantalla grande y fue comercializada directamente en DVD. Fuera de Estados Unidos sí fue mostrada en los cines, comenzando por su estreno en Alemania el 22 de febrero de 2007 (en España se estrenó al día siguiente). Una semana antes había sido presentada en el Festival Internacional de Cine de Berlín, donde López recibió el premio de Amnistía Internacional.